# 大西洋仙海魴
大西洋仙海魴為輻鰭魚綱海魴目高的鯛科的其中一種，分布於東南大西洋及西印度洋的南非、西南太平洋的澳洲及紐西蘭海域，屬深海魚類，棲息深度220-1550公尺，體長可達21公分，棲息在大陸坡，屬肉食性。